# Kuznieckij most
Kuznieckij most (ros. Кузнецкий мост – Kowalski most) – stacja moskiewskiego metra linii Tagańsko-Krasnopriesnieńskiej (kod 118). Stację nazwano od pobliskiej ulicy Kuznieckij most (od dawnego mostu nad rzeką Nieglinnaja), położona jest w rejonie Mieszczanskij w centralnym okręgu administracyjnym Moskwy. Otwarta na odcinku łączącym dwa istniejące już fragmenty linii. Na południowym końcu głównego hallu znajduje się przejście na stację Łubianka linii Sokolniczeskiej. Wyjścia prowadzą na ulice Kuznieckij most i Rożdiestwienka.

## Wystrój
Architekci stacji N.A. Aloszyna i N.K. Samojłowa otrzymali za ten projekt Nagrodę Rady Ministrów ZSRR w 1977 roku. Stacja jest trzykomorowa, jednopoziomowa, posiada jeden peron. Kolumny pokryto niebiesko-szarym marmurem. Konstrukcję opartą na kolumnach zastosowano tutaj po raz pierwszy od lat 50.. Ściany nad torami obłożono białym marmurem i udekorowano kutymi aluminiowymi panelami. Podłogi wyłożono szarym i czarnym granitem.